# 金範俊
金 範俊（キム・ボムジュン、Kim Beom-jun、김범준、2003年6月8日 - ）は、大韓民国・ソウル特別市出身のサッカー選手。VELAGO生駒所属。ポジションはゴールキーパー。

## クラブ経歴
2003年6月8日、大韓民国・ソウル特別市生まれ。
2010年、磨石小学校に入学。
2016年、新場中学校に入学。
2017年、豊生中学校に転校。
2019年、中央大学校に進学。
2020年、光城高校に転校。
2022年、純福音総会神学校に進学。
2024年、奈良県社会人サッカーリーグ1部・BANDITO生駒に入団。
2025年、関西サッカーリーグ1部・VELAGO生駒に移籍。

## 所属クラブ
- 2015年  磨石小学校（朝鮮語版）
- 2016年  新場中学校（朝鮮語版）
- 2017年 - 2018年  豊生中学校（朝鮮語版）
- 2019年  中央大学校
- 2020年 - 2021年  栄光FC U-18（朝鮮語版）（光城高校（朝鮮語版））
- 2022年 - 2023年  純福音総会神学校（朝鮮語版）
- 2024年  BANDITO生駒
- 2025年 -  VELAGO生駒

## 個人成績
| 国内大会個人成績 | 国内大会個人成績 | 国内大会個人成績 | 国内大会個人成績 | 国内大会個人成績 | 国内大会個人成績 | 国内大会個人成績 | 国内大会個人成績 | 国内大会個人成績 | 国内大会個人成績 | 国内大会個人成績 | 国内大会個人成績 |
| 年度             | クラブ           | 背番号           | リーグ           | リーグ戦         | リーグ戦         | リーグ杯         | リーグ杯         | オープン杯       | オープン杯       | 期間通算         | 期間通算         |
| 年度             | クラブ           | 背番号           | リーグ           | 出場             | 得点             | 出場             | 得点             | 出場             | 得点             | 出場             | 得点             |
| 日本             | 日本             | 日本             | 日本             | リーグ戦         | リーグ戦         | リーグ杯         | リーグ杯         | 天皇杯           | 天皇杯           | 期間通算         | 期間通算         |
| ---------------- | ---------------- | ---------------- | ---------------- | ---------------- | ---------------- | ---------------- | ---------------- | ---------------- | ---------------- | ---------------- | ---------------- |
| 2025             | 生駒             | 1                | 関西1部          | 9                | 0                | -                | -                | -                | -                | 9                | 0                |
| 通算             | 日本             | 日本             | 関西1部          | 9                | 0                | -                | -                | -                | -                | 9                | 0                |
| 総通算           | 総通算           | 総通算           | 総通算           | 9                | 0                | -                | -                | -                | -                | 9                | 0                |